# Saturnia meridionalis
Saturnia meridionalis är en fjärilsart som beskrevs av Calberla 1884-1888. Saturnia meridionalis ingår i släktet Saturnia och familjen påfågelsspinnare. Inga underarter finns listade.